# پاتریک جوزف هیز
پاتریک جوزف هیز (به انگلیسی: Patrick Joseph Hayes) (زادهٔ ۲۰ نوامبر ۱۸۶۷ - درگذشتهٔ ۴ سپتامبر ۱۹۳۸ میلادی) یک کاردینال کلیسای کاتولیک اهل کشور ایالات متحده آمریکا بود. وی به عنوان اسقف‌نشین شهر نیویورک از سال ۱۹۱۹ تا زمان مرگش مشغول به خدمت بود. او در سال ۱۹۲۴ به عنوان کاردینال ترفیع درجه گرفت.

## زندگی‌نامه

### ابتدای زندگی و تحصیلات
پاتریک هیز در محلهٔ فایو پوینتز منهتن متولد شد. والدین او دنیل هیز و مری گلیسون بودند. به گفته خودش «او فروتن به دنیا آمده بود شاید هم بتوان گفت فقیر بود.» پدر و مادر او هردو از شهرستان کری ایرلند بودند و در سال ۱۸۶۴ به کشور ایالات متحده آمریکا مهاجرت کرده بودند. برادر کوچکتر او متولد با نام جان متولد ۱۸۷۰ بود. مادرش نیز در ژوئن ۱۸۷۲ درگذشت و پدرش در سال ۱۸۷۶ازدواج مجدد کرد. خواهر ناتنی او نیز با نام آناستازیا در همان سال به دنیا آمد. در سن پانزده سالگی او به نزد عمو و زن عمویش که یک دکه بقالی داشتند فرستاده شد تا در آنجا زندگی کند که او بعدها در همان مغازه مشغول به کار شد.
پس از آن او به دبیرستان ل سل آکادمی رفت. او در کالج منهتن تحصیل کرد. جایی که او در فلسفه و مطالعات کلاسیک موفقیت داشت و مدرک بی‌ای خود را در سال ۱۸۸۸ بدست آورد.

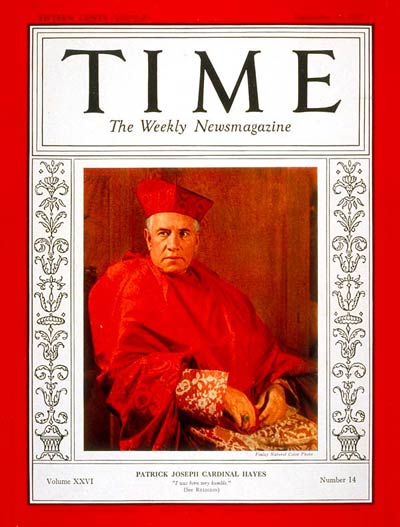
نگارهٔ کاردینال پاتریک هیز در تاریخ ۳۰ سپتامبر ۱۹۳۵ بر روی جلد مجلهٔ تایم